# Bent Viscaal
Bent Viscaal (ur. 18 września 1999 w Albergen) – holenderski kierowca wyścigowy. Wicemistrz takich serii jak Formuła 4 SMP (w 2017), Hiszpańska Formuła 4 (w 2017) czy Euroformula Open Championship (w 2018). Były kierowca Formuły 2 w sezonie 2021. W 2022 roku kierowca European Le Mans Series w zespole Algarve Pro Racing w klasie LMP2.

## Wyniki

### Podsumowanie
| Sezon   | Seria                          | Zespół                | Starty | P1 | PP | NO | Podia | Punkty | Pozycja |
| ------- | ------------------------------ | --------------------- | ------ | -- | -- | -- | ----- | ------ | ------- |
| 2017    | Formuła 4 SMP                  | MP Motorsport         | 21     | 3  | 0  | 1  | 8     | 218    | 2       |
| 2017    | Hiszpańska Formuła 4           | MP Motorsport         | 19     | 5  | 3  | 8  | 13    | 266    | 2       |
| 2018    | Euroformula Open Championship  | Teo Martín Motorsport | 16     | 1  | 4  | 2  | 12    | 240    | 2       |
| 2018    | Hiszpańska Formuła 3           | Teo Martín Motorsport | 6      | 0  | 1  | 1  | 5     | 104    | 2       |
| 2019    | Formuła 3                      | HWA Racelab           | 16     | 0  | 0  | 0  | 0     | 10     | 15      |
| 2019/20 | MRF Challenge Formula 2000     | MRF Racing            | 4      | 2  | 0  | 2  | 3     | 72     | 11      |
| 2020    | Formuła 3                      | MP Motorsport         | 18     | 1  | 0  | 1  | 2     | 40     | 13      |
| 2021    | Formuła 2                      | Trident               | 23     | 0  | 0  | 0  | 2     | 34     | 14      |
| 2022    | European Le Mans Series – LMP2 | Algarve Pro Racing    |        |    |    |    |       |        |         |

### Formuła 3
| Legenda oznaczeń w tabelach wyników Wyświetl szablon na nowej stronie | Legenda oznaczeń w tabelach wyników Wyświetl szablon na nowej stronie                                                                     |
| Oznaczenie                                                            | Wyjaśnienie |
| --------------------------------------------------------------------- | --- |
| Złoty                                                                 | Zwycięzca lub mistrzostwo |
| Srebrny                                                               | 2. miejsce lub wicemistrzostwo |
| Brązowy                                                               | 3. miejsce lub II wicemistrzostwo |
| Zielony                                                               | Ukończył, punktował (w klasyfikacji generalnej, gdy zdobył co najmniej jeden punkt na przestrzeni sezonu, poza trzema powyższymi opcjami) |
| Niebieski                                                             | Ukończył, nie punktował (w klasyfikacji generalnej, gdy nie zdobył co najmniej jednego punktu na przestrzeni sezonu)                      |
| Czerwony                                                              | Nie zakwalifikował się (NZ) |
| Czerwony                                                              | Nie prekwalifikował się (NPK) |
| Różowy                                                                | Nie ukończył (NU) |
| Różowy                                                                | Niesklasyfikowany (NS) (w klasyfikacji generalnej, gdy nie został sklasyfikowany w żadnym wyścigu sezonu)                                 |
| Czarny                                                                | Zdyskwalifikowany (DK) |
| Czarny                                                                | Wykluczony (WYK/EX) |
| Biały                                                                 | Nie wystartował (NW) |
| Biały                                                                 | Kontuzjowany (K/INJ) |
| Biały                                                                 | Wyścig odwołany (OD/C) |
| Bez koloru                                                            | Został wycofany (WYC/WD) |
| Bez koloru                                                            | Nie przybył (NP/DNA) |
| Bez koloru                                                            | Nie brał udziału w treningach (NT/DNP) |
| Bez koloru                                                            | Nie został zgłoszony (–) |
| Pogrubienie                                                           | Start z pole position |
| Kursywa                                                               | Najszybsze okrążenie wyścigu |
| †                                                                     | Nie ukończył, ale jego rezultat został zaliczony ze względu na przejechanie więcej niż 90% dystansu wyścigu.                              |
| *                                                                     | Sezon w trakcie |
| 1/2/3                                                                 | Punktowana pozycja w sprincie kwalifikacyjnym                                                                                             |
| Lista systemów punktacji Formuły 1                                    | |

| Rok  | Zespół        | Wyniki w poszczególnych eliminacjach | Wyniki w poszczególnych eliminacjach | Wyniki w poszczególnych eliminacjach | Wyniki w poszczególnych eliminacjach | Wyniki w poszczególnych eliminacjach | Wyniki w poszczególnych eliminacjach | Wyniki w poszczególnych eliminacjach | Wyniki w poszczególnych eliminacjach | Wyniki w poszczególnych eliminacjach | Wyniki w poszczególnych eliminacjach | Wyniki w poszczególnych eliminacjach | Wyniki w poszczególnych eliminacjach | Wyniki w poszczególnych eliminacjach | Wyniki w poszczególnych eliminacjach | Wyniki w poszczególnych eliminacjach | Wyniki w poszczególnych eliminacjach | Wyniki w poszczególnych eliminacjach | Wyniki w poszczególnych eliminacjach | Punkty | Pozycja |
| ---- | ------------- | ------------------------------------ | ------------------------------------ | ------------------------------------ | ------------------------------------ | ------------------------------------ | ------------------------------------ | ------------------------------------ | ------------------------------------ | ------------------------------------ | ------------------------------------ | ------------------------------------ | ------------------------------------ | ------------------------------------ | ------------------------------------ | ------------------------------------ | ------------------------------------ | ------------------------------------ | ------------------------------------ | ------ | ------- |
| 2019 | HWA Racelab   | CAT                                  | CAT                                  | LEC                                  | LEC                                  | RBR                                  | RBR                                  | SIL                                  | SIL                                  | HUN                                  | HUN                                  | SPA                                  | SPA                                  | MNZ                                  | MNZ                                  | SOC                                  | SOC                                  |                                      |                                      | 10     | 15      |
| 2019 | HWA Racelab   | 13                                   | 13                                   | 5                                    | 20                                   | 13                                   | NU                                   | 22                                   | 20                                   | 19                                   | 10                                   | 20                                   | 14                                   | 17                                   | 27†                                  | NU                                   | 17                                   |                                      |                                      | 10     | 15      |
| 2020 | MP Motorsport | RBR                                  | RBR                                  | RBR                                  | RBR                                  | HUN                                  | HUN                                  | SIL                                  | SIL                                  | SIL                                  | SIL                                  | CAT                                  | CAT                                  | SPA                                  | SPA                                  | MNZ                                  | MNZ                                  | MUG                                  | MUG                                  | 40     | 13      |
| 2020 | MP Motorsport | 11                                   | 11                                   | 20                                   | 16                                   | 3                                    | 17                                   | NU                                   | 16                                   | 8                                    | 1                                    | NU                                   | 20                                   | 23                                   | 16                                   | 8                                    | DK                                   | NU                                   | 20                                   | 40     | 13      |

### Formuła 2
| Rok  | Zespół  | Wyniki w poszczególnych eliminacjach | Wyniki w poszczególnych eliminacjach | Wyniki w poszczególnych eliminacjach | Wyniki w poszczególnych eliminacjach | Wyniki w poszczególnych eliminacjach | Wyniki w poszczególnych eliminacjach | Wyniki w poszczególnych eliminacjach | Wyniki w poszczególnych eliminacjach | Wyniki w poszczególnych eliminacjach | Wyniki w poszczególnych eliminacjach | Wyniki w poszczególnych eliminacjach | Wyniki w poszczególnych eliminacjach | Wyniki w poszczególnych eliminacjach | Wyniki w poszczególnych eliminacjach | Wyniki w poszczególnych eliminacjach | Wyniki w poszczególnych eliminacjach | Wyniki w poszczególnych eliminacjach | Wyniki w poszczególnych eliminacjach | Wyniki w poszczególnych eliminacjach | Wyniki w poszczególnych eliminacjach | Wyniki w poszczególnych eliminacjach | Wyniki w poszczególnych eliminacjach | Wyniki w poszczególnych eliminacjach | Wyniki w poszczególnych eliminacjach | Punkty | Pozycja |
| ---- | ------- | ------------------------------------ | ------------------------------------ | ------------------------------------ | ------------------------------------ | ------------------------------------ | ------------------------------------ | ------------------------------------ | ------------------------------------ | ------------------------------------ | ------------------------------------ | ------------------------------------ | ------------------------------------ | ------------------------------------ | ------------------------------------ | ------------------------------------ | ------------------------------------ | ------------------------------------ | ------------------------------------ | ------------------------------------ | ------------------------------------ | ------------------------------------ | ------------------------------------ | ------------------------------------ | ------------------------------------ | ------ | ------- |
| 2021 | Trident | BHR                                  | BHR                                  | BHR                                  | MON                                  | MON                                  | MON                                  | BAK                                  | BAK                                  | BAK                                  | SIL                                  | SIL                                  | SIL                                  | MNZ                                  | MNZ                                  | MNZ                                  | SOC                                  | SOC                                  | SOC                                  | JED                                  | JED                                  | JED                                  | YAS                                  | YAS                                  | YAS                                  | 34     | 14      |
| 2021 | Trident | 13                                   | 12                                   | 17                                   | 14                                   | 11                                   | 11                                   | 10                                   | 4                                    | 17                                   | 16                                   | NU                                   | 13                                   | 7                                    | 2                                    | 15†                                  | NU                                   | OD                                   | NU                                   | 9                                    | 2                                    | 12                                   | 13                                   | 10                                   | 12                                   | 34     | 14      |